# Grace (Homeland)
"Grace" es el segundo episodio de la primera temporada de la serie de televisión de thriller psicológico Homeland. Se emitió el 9 de octubre de 2011, en Showtime. El episodio tiene el guion de Alexander Cary y la historia de Alex Gansa, y dirigido por Michael Cuesta.
Brody comienza a mostrar signos de trastorno por estrés postraumático. Carry sigue espiando a Brody y tiene una nueva pista sobre la actividad de Abu Nazir.

## Argumento
Brody (Damian Lewis) se despierta en pánico tras una pesadilla en la que sus captores de Al Qaeda le ordenaron enterrar a su amigo Tom Walker. Se acuesta en la cama sollozando mientras Carrie (Claire Danes) mira y toma notas desde su casa. A la mañana siguiente, Jessica (Morena Baccarin) le muestra a Brody que su brazo tiene moretones por todas partes; mientras dormía, él le había agarrado el brazo y estaba gritando en árabe. Su esposa e hijos salen y Brody se queda solo por el día. Se hunde en la esquina de su dormitorio y se sienta allí en silencio durante todo el día, como si estuviera de vuelta en su celda en Irak. 
Saul (Mandy Patinkin) visita a un juez con el que tiene historia (Michael McKean). Aparentemente tiene alguna influencia sobre este juez y pide que se le conceda una orden FISA, para que la vigilancia de Carrie sobre Brody sea técnicamente legal. El juez está de acuerdo a regañadientes. Saul también se comunica con el equipo de criptografía de la CIA, que no fue capaz de decodificar el mensaje codificado de Brody, si es que se trataba de un mensaje codificado. Saul entonces le presenta a Carrie la orden que legaliza temporalmente su vigilancia, la cual será válida por cuatro semanas. Carrie reporta el comportamiento perturbador de Brody a Saul, quien dice que si Brody hubiera sido convertido, entonces estaría abrazando el papel de héroe en los medios de comunicación.
Lynne Reed (Brianna Brown), una consorte del Príncipe Farid Bin Abbud (Amir Arison) de Arabia Saudita, está entrevistando a mujeres jóvenes en Washington D. C. para el harén del Príncipe. Ella llama a un spa para hacer una cita. De hecho, la llamada es recibida por un oficial de guardia de la CIA, quien reporta la llamada a Carrie, revelando que Lynne es un informante de la CIA que trabaja para Carrie. Al día siguiente, Carrie se encuentra con Lynne en el spa.  Lynne revela que ha grabado imágenes de la reunión del Príncipe Farid con Abu Nazir. Carrie informa de estos acontecimientos a David Estes (David Harewood) y solicita protección de la agencia para Lynne. Estes está contento con el plomo pero niega la protección. Le dice a Carrie que Lynne necesita descargar el contenido del teléfono del Príncipe.
Brody está en la cocina cuando ve a un reportero merodeando en su patio trasero. Sale y le dice al reportero que tiene diez segundos para salir de su propiedad. El reportero aprovecha la oportunidad para empezar a hacerle algunas preguntas a Brody. Brody le pega violentamente en la garganta mientras su hijo Chris (Jackson Pace) mira horrorizado. Brody, desorientado, se aleja y llega a un centro comercial. Entra en una ferretería y navega un rato antes de agarrar una pequeña alfombra. Cuando Brody llega a casa esa noche, entra en el garaje y deja su bolso en la ferretería. Carrie y Virgil (David Marciano) están mirando, pero Virgil admite que no instalaron ninguna cámara en el garaje. Mike (Diego Klattenhoff) habla con Brody después de la cena, animándolo a volver a alistarse, cuando se le dará una promoción y se le atenderá económicamente.  Brody se siente insultado por la oferta; puede decir que los altos mandos le dieron a Mike la idea de hacer este lanzamiento, y que quieren que Brody sea el "chico de los carteles". Declara con enojo que sus días de recibir órdenes del gobierno de los Estados Unidos han terminado.
Lynne se va de un hotel cuando se encuentra con Virgil, quien a propósito le derrama té encima. Va al baño a limpiar, donde Carrie la está esperando. Ella le da a Lynne el dispositivo necesario para descargar los datos del teléfono del Príncipe escondidos en un compacto de maquillaje. Carrie trata de tranquilizar a Lynne, mintiéndole que Lynne está bajo protección las 24 horas del día, los 7 días de la semana.
Carrie visita a su hermana Maggie (Amy Hargreaves). Maggie es psiquiatra y ha estado robando muestras de un medicamento antipsicótico para dárselo a Carrie. Maggie expresa su preocupación de que está poniendo en peligro su propia práctica al hacerlo, pero Carrie dice que no tiene otra opción, ya que si persiguiera cualquier tipo de tratamiento por su cuenta, su secreto estaría fuera y seguramente perdería su autorización de seguridad con la CIA. Maggie le da un suministro de pastillas para una semana.
Se muestra un flashback de la época de Brody como prisionero. Brody sale de su celda y parece sorprendido por el hecho de que es capaz de caminar libremente por el recinto. Se encuentra con una sala llena de adoradores en medio de la oración musulmana y se detiene a mirarles. De vuelta en el presente, Brody se dirige a su garaje. Pone su alfombra recién comprada en el suelo y se arrodilla sobre ella; comienza a rezar, recitando Al-Fatiha del Corán.  Más tarde ese mismo día, Brody sale con el uniforme completo para hablar con todos los medios de comunicación que están acampados frente a su casa.  Carrie está mirando las cámaras y llama a Saul con entusiasmo y le dice: "Está pasando, exactamente como dijiste.  "¡Está ahí fuera jugando la carta del héroe!"

## Producción
El guion del episodio fue escrito por el productor coejecutivo Alexander Cary, con crédito de historia para el cocreador de la serie Alex Gansa. El productor ejecutivo Michael Cuesta dirigió el episodio, el segundo de los cuatro que dirigió en la primera temporada.

## Recepción

### Audiencia
La transmisión original tuvo 940.000 espectadores, un 10% menos que en el episodio piloto.

### Críticas
Scott Collura de IGN dio a "Grace" una puntuación de 8/10, y elogió el desarrollo de los dos personajes principales. Alan Sepinwall de HitFix sintió que este episodio mantuvo exitosamente la promesa y la alta calidad del piloto.